# Элизеу-Мартинс

Элизеу-Мартинс на карте штата.

Элизеу-Мартинс (порт. Eliseu Martins) — муниципалитет в Бразилии, входит в штат Пиауи. Составная часть мезорегиона Юго-запад штата Пиауи. Входит в экономико-статистический микрорегион Бертолиния. Население составляет 4665 человек на 2010 год. Занимает площадь 1090,450 км². Плотность населения — 4,28 чел./км².

## Демография
Согласно сведениям, собранным в ходе переписи 2010 г. Национальным институтом географии и статистики (IBGE), население муниципалитета составляет:
| Полное население                               | Полное население                               | Полное население                               | Полное население                               | 4665  |
| ---------------------------------------------- | ---------------------------------------------- | ---------------------------------------------- | ---------------------------------------------- | ----- |
| в том числе:                                   | Городское население                            | 3821                                           | Процент городского населения, %                | 81,91 |
|                                                | Сельское население                             | 844                                            | Процент сельского населения, %                 | 18,09 |
|                                                | Мужское население                              | 2402                                           | Процент мужского населения, %                  | 51,49 |
|                                                | Женское население                              | 2263                                           | Процент женского населения, %                  | 48,51 |
| Плотность населения, чел/км²                   | Плотность населения, чел/км²                   | Плотность населения, чел/км²                   | Плотность населения, чел/км²                   | 4,28  |
| Население муниципалитета в % к населению штата | Население муниципалитета в % к населению штата | Население муниципалитета в % к населению штата | Население муниципалитета в % к населению штата | 0,15  |

По данным оценки 2016 года, население муниципалитета составляет 4807 жителей.

## История
Город основан 20 октября 1957 года.

## Статистика
- Валовой внутренний продукт на 2003 год составляет 6 952 630,00 реалов (данные: Бразильский институт географии и статистики).
- Валовой внутренний продукт на душу населения на 2003 год составляет 1722,23 реалов (данные: Бразильский институт географии и статистики).
- Индекс развития человеческого потенциала на 2000 год составляет 0,655 (данные: Программа развития ООН).